# Frank Armi
Frank Armi (Portland, 12 oktober 1918 – Hanford, 28 november 1992) was een Amerikaans Formule 1-coureur. Hij reed 1 race in deze klasse; de Indianapolis 500 in 1954.